# Miagao
Miagao (Bayan ng Miag-ao) är en kommun i Filippinerna. Kommunen ligger på ön Panay, och tillhör provinsen Iloilo. Folkmängden uppgår till 57 092 invånare.  En av Filippinernas barockkyrkor, klassad som världsarv, ligger i kommunen.

## Bildgalleri

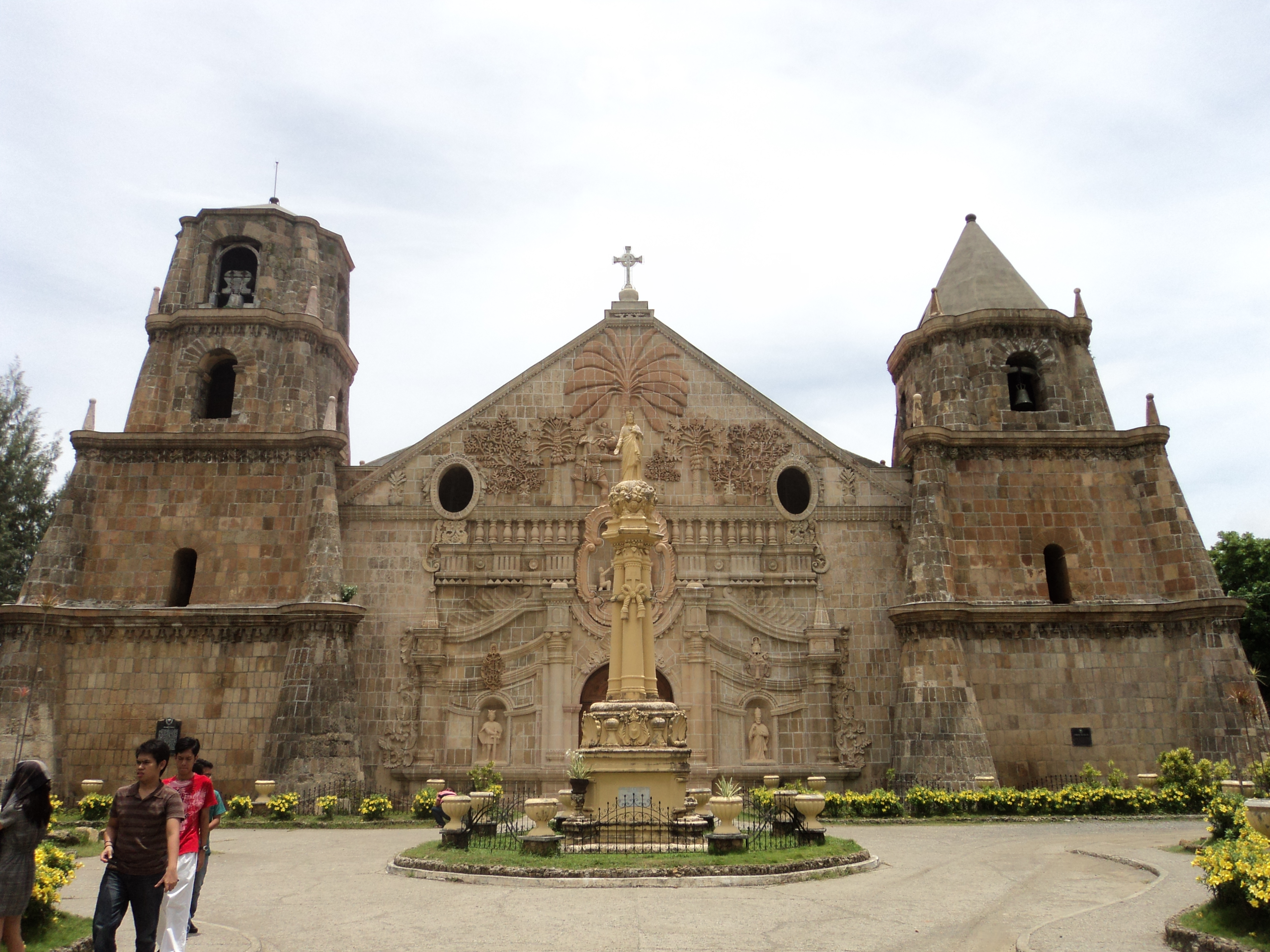

## Barangayer
Miagao är indelat i 119 barangayer.
| - Agdum - Aguiauan - Alimodias - Awang - Oya-oy - Bacauan - Bacolod - Bagumbayan - Banbanan - Banga - Bangladan - Banuyao - Baraclayan - Bariri - Baybay Norte (Pob.) - Baybay Sur (Pob.) - Belen - Bolho (Pob.) - Bolocaue - Buenavista Norte - Buenavista Sur - Bugtong Lumangan - Bugtong Naulid - Cabalaunan - Cabangcalan - Cabunotan - Cadoldolan - Cagbang - Caitib - Calagtangan - Calampitao - Cavite - Cawayanan - Cubay - Cubay Ubos - Dalije - Damilisan - Dawog - Diday - Dingle | - Durog - Frantilla - Fundacion - Gines - Guibongan - Igbita - Igbugo - Igcabidio - Igcabito-on - Igcatambor - Igdalaquit - Igdulaca - Igpajo - Igpandan - Igpuro - Igpuro-Bariri - Igsoligue - Igtuba - Ilog-ilog - Indag-an - Kirayan Norte - Kirayan Sur - Kirayan Tacas - La Consolacion - Lacadon - Lanutan - Lumangan - Mabayan - Maduyo - Malagyan - Mambatad - Maninila - Maricolcol - Maringyan - Mat-y (Pob.) - Matalngon - Naclub - Nam-o Sur - Nam-o Norte - Narat-an | - Narorogan - Naulid - Olango - Ongyod - Onop - Oyungan - Palaca - Paro-on - Potrido - Pudpud - Pungtod Monteclaro - Pungtod Naulid - Sag-on - San Fernando - San Jose - San Rafael - Sapa (Miagao) - Saring - Sibucao - Taal - Tabunacan - Tacas (Pob.) - Tambong - Tan-agan - Tatoy - Ticdalan - Tig-amaga - Tig-Apog-Apog - Tigbagacay - Tiglawa - Tigmalapad - Tigmarabo - To-og - Tugura-ao - Tumagboc - Ubos Ilawod (Pob.) - Ubos Ilaya (Pob.) - Valencia - Wayang |